# Jole Bovio Marconi
Jole Bovio Marconi (* 21. Januar 1897 in Rom; † 14. April 1986 in Palermo) war eine italienische Archäologin.

## Leben
Jole Bovio war die Tochter des hohen piemontesischen Beamten Giovanni Bovio und seiner Ehefrau Giulia Beccaria, einer Nachfahrin von Cesare Beccaria, eines Rechtsphilosophen und Strafrechtsreformers.
Sie studierte in Rom an der Universität La Sapienza bis 1921 Lettere und wurde aufgrund einer Abschlussarbeit aus dem Bereich der römischen Topographie promoviert; ihr Diplom erlangte sie an der Regia Scuola di Archeologia di Roma, der Königlichen Schule für Archäologie in Rom. Bovio war von 1923 bis 1924 Stipendiatin an der Scuola Archeologica Italiana di Atene. Dort lernte sie bei Grabungen auf Rhodos und in Konstantinopel ihren späteren Ehemann Pirro Marconi kennen. Beide kehrten 1926 nach Italien zurück, wobei sie sich auf Stellen als Ispettore aggiunto beworben hatten. Er wurde in Padua angenommen, sie in Ancona.
1927 zog das Paar nach Palermo, wobei Pirro Marconi auf Veranlassung Paolo Orsis zum Direktor des Nationalmuseums in Palermo wurde. Dazu erlangte er das Ufficio alle Antichità della Sicilia occidentale (bis 1932). Jole Bovio Marconi wurde zugleich Ispettore im selben Amt. 1928 brachte sie die Tochter Marina zur Welt, die spätere Marina Marconi Causi.
Sie begann ihre Arbeiten an antiken Monumenten auf Sizilien, insbesondere in den Provinzen Palermo, Trapani und Agrigento. Ihre erste Grabungsstätte war Boccadifalco in Palermo, wo 1933 bis 1935 eine bronzezeitliche Stätte im Hafengebiet zutage trat. Anhand eines Kupferfundes konnte sie eine Grabstätte in die Kupfersteinzeit datieren, wobei man lange angenommen hatte, sie stamme aus der Jungsteinzeit. Die Grabungspublikationen erfolgten regelmäßig in den Notizie degli Scavi di Antichità. 1938 entstand ein Faszikel im Corpus Vasorum Antiquorum zu griechischen Vasen im Nationalmuseum.
1937 trat Bovio die Nachfolge von Paolino Mingazzini als Direktorin des Museums an. Im selben Jahr grub sie in der Grotta del Vecchiuzzo bei Petralia Sottana und an den Megalithen von Cefalù. 1938 kam ihr Ehemann während der Rückkehr aus Albanien bei einem Flugzeugunglück ums Leben. Infolgedessen stieg sie vom angestellten Direktor zum leitenden Direktor (dirrettore effettivo) des Museums von Palermo auf.

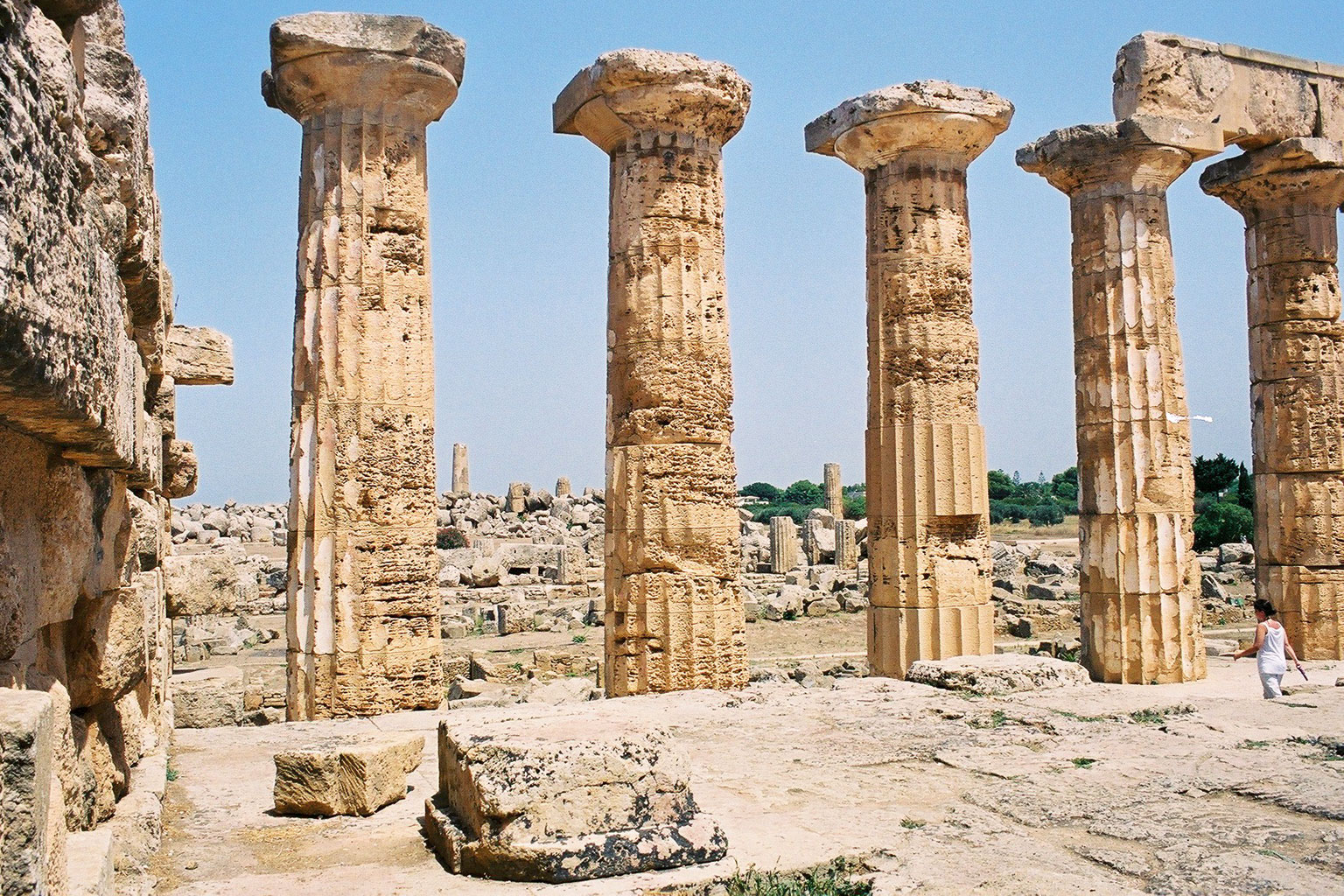
Tempel E von Selinunt

1939 wurde sie Soprintendente di II classe für die Provinzen Palermo und Trapani. Damit war sie neben Bruna Forlati Tamaro die erste Frau in dieser Stellung. 1941 wurde sie Reggente delle Soprintendenze di Agrigento e Caltanissetta. In dieser Zeit grub sie in einer römischen Nekropole und einem christlichen Hypogäum bei Agrigent. Sie leitete schließlich das Museum und die Soprintendenza. Diese Position füllte sie bis in die 1960er Jahre aus.

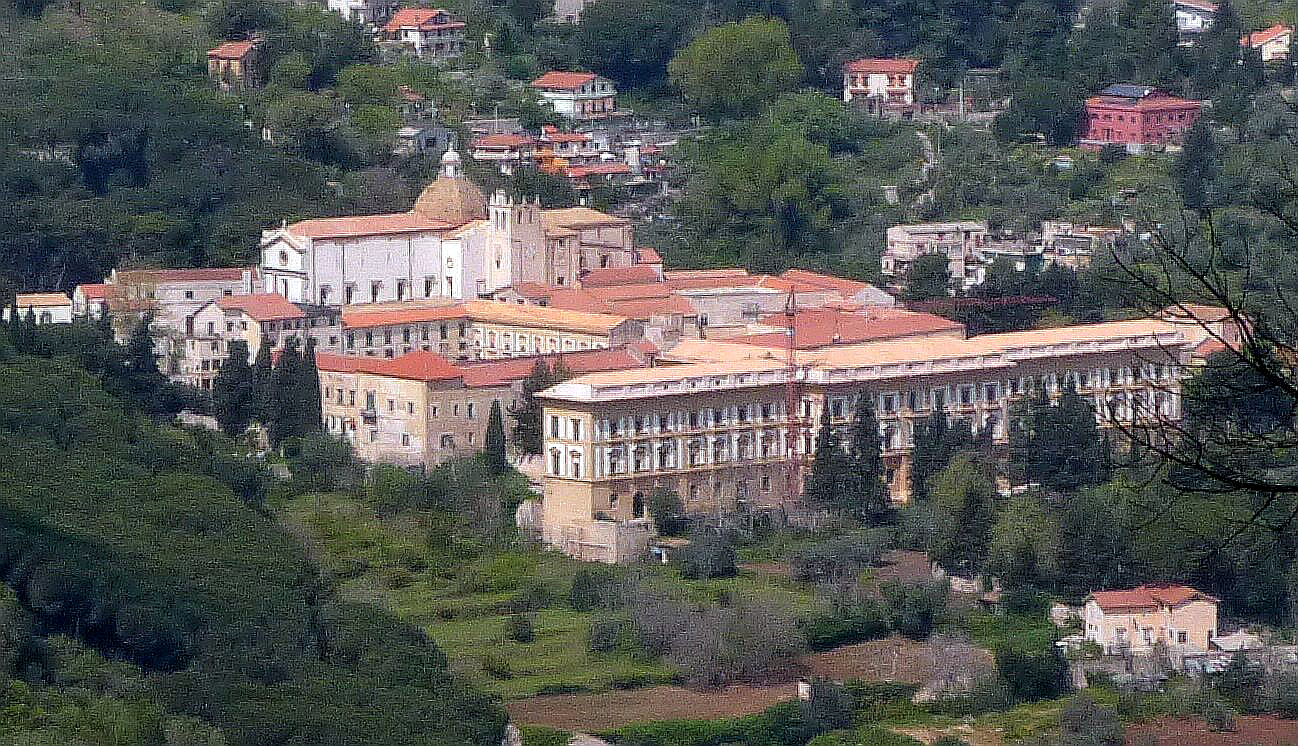
Das Kloster San Martino delle Scale nahm im Zweiten Weltkrieg zahlreiche Artefakte auf, die Bovio Marconi dorthin verbracht hatte.

Während des Zweiten Weltkrieges brachte sie persönlich Monumente aus dem Museum in Sicherheit, indem sie sie in das Kloster San Martino delle Scale in Monreale brachte. Nach Kriegsende beteiligte sie sich an der Erfassung der geretteten Stücke und dem Wiederaufbau des am 5. April 1943 zerstörten Südflügels des Museums an der Via Bara. Das Haus wurde im April 1952 wiedereröffnet. Die Conca d’Oro (3. Jahrtausend v. Chr.) und die Grotta del Vecchiuzzo gehörten 1944 zu ihren Arbeitsfeldern.
Jole Bovio Marconi lehrte Archäologie sowie Griechische und Römische Kunstgeschichte (1943–1948), also eher Klassische Archäologie, dann aber vor allem Urgeschichtliche Archäologie (paletnologia) (1944–1967) an der Universität Palermo. Schließlich arbeitete sie am Tempel von Segesta und war eine der treibenden Kräfte beim Wiederaufbau des Tempels von Selinunt.
Jole Bovio Marconi war Mitglied bei Fildis, dem ersten Frauenverband auf der Insel, ebenso wie im Soroptimist Club, der sich ebenfalls der Gleichstellung der Frau widmete. Zudem war sie Mitglied in zahlreichen wissenschaftlichen Vereinigungen, wurde Commendatore della Repubblica und erhielt 1963 für ihre Verdienste um die Kultur die Medaglia d‘oro al merito della Cultura.

## Werke (Auswahl)
- Le figure angolari dei sarcofagi figurati romani, in: Bullettino della commissione archeologica comunale di Roma 52 (1924) 150–175.
- Museo Nazionale di Palermo, Corpus Vasorum Antiquorum, Italia XIV, I, Rom 1938.
- Pirro Marconi, in memoria, in: Archivio Storico Siciliano 4–5 (1938–1939) 574–581.
- La coltura tipo Conca d’Oro della Sicilia nord-occidentale, in: Monumenti Antichi dei Lincei 40 (1944) 1–170.
- Il riordinamento del Museo Nazionale di Palermo dopo le distruzioni del 1940–44, Soprintendenza alle antichità per la Sicilia occidentale, Palermo 1952, S. 5–9.
- La questione dei Sicani, in: Bollettino del Centro di studi filologici e linguistici siciliani 2 (1954) 13–20.
- Indagine scientifica e tutela monumentale nelle province di Palermo e Trapani nel quinquennio 1950–54, La Giara, Sonderausgabe 1955, S. 307–340.
- La zona nord-occidentale della Sicilia, in: La ricerca archeologica nell’Italia meridionale, Fauto Fiorentino, Neapel 1960, S. 223–238.
- Sulla diffusione del bicchiere campa-niforme in Sicilia, in: Kokalos IX (1963) 93–128 (zur Glockenbecherkultur auf Sizilien).
- La grotta del Vecchiuzzo presso Petralia Sottana, Bretschneider, Rom 1979.